# Asks socken, Skåne
Asks socken i Skåne ingick i Onsjö härad, ingår sedan 1971 i Svalövs kommun och motsvarar från 2016 Asks distrikt.
Socknens areal är 24,20 kvadratkilometer varav 24,07 land. År 2000 fanns här 332 invånare. Kyrkbyn Ask med sockenkyrkan Asks kyrka ligger i socknen. 

## Administrativ historik
Socknen har medeltida ursprung. 
Vid kommunreformen 1862 övergick socknens ansvar för de kyrkliga frågorna till Asks församling och för de borgerliga frågorna bildades Asks landskommun. Landskommunen uppgick 1952 i Röstånga landskommun, som upplöstes 1969 då denna del uppgick i Svalövs landskommun som ombildades 1971 till Svalövs kommun. Församlingen uppgick 2006 i Kågeröd-Röstånga församling.
1 januari 2016 inrättades distriktet Ask, med samma omfattning som församlingen hade 1999/2000.  
Socknen har tillhört län, fögderier, tingslag och domsagor enligt vad som beskrivs i artikeln Onsjö härad. De indelta soldaterna tillhörde Norra skånska infanteriregementet, Onsjö kompani och Skånska husarregementet, Kollebergs skvadron, Livkompniet.

## Historia
Ask har varit bebott sedan förhistorisk tid vilket lämningar från stenåldern i närheten visar. Första namnbelägg för Ask är från 1285. Enligt en beskrivning från 1756 var socknens bönder kronobönder, dvs de arrenderade sin mark av staten.  Åkerbruket var knappt men ängsmarken gav god avkastning, boskapsskötsel var basnäringen.   I slutet av 1700-talet bestod byn av runt femton gårdar söder om kyrkan. På 1830-talet genomfördes laga skiftet vilket ledde till att vissa av gårdarna i kyrkbyn flyttades ut från bykärnan. Skiftet innebar också att landskapet omvandlades genom att ny mark började odlas upp från tidigare ängs- och betesmark. Befolkningen ökade kraftigt under 1800-talet och minskade sedan under 1900-talet. I mitten av 1900-talet hade byn speceriaffär, mejeri, smedja och skola  Byn  ligger söder om kyrkan, längs väg 108 och dessutom finns gårdar spridda i jordbrukslandskapet. Då Skåne var danskt växte en ekskog i området kring Ask. På en karta från danska tiden är området markerat som ”Kungens skog” vilket tyder på att den var värdefull för danska Kronan – förmodligen användes virket till att bygga krigsskepp. Det är denna skog som gett namn åt Konga socken.
Under 1600-talets Svensk danska krig var snapphanar aktiva på Söderåsen. För Ask socken berättas : I februari 1678 fick man spaning på en snapphane som uppehöll sig på torpet Ored i Asks socken. En trupp ryttare och dragoner sändes dit från Eriksholm, men när de kom fram, hade snapphanen försvunnit. De tog istället med sig hans kor och oxar som ett välbehövligt tillskott till garnisonens matförråd.
I Historiskt-geografiskt och statistiskt lexikon öfver Sverige 1859-1870 Första Bandet beskrivs Ask församling så här:
" Ask, en socken i Onsjö härad af Malmö län, har en areal af 5,601 tunnland, hvaraf endast 3 äro sjöar och kärr. Marken är nästan öfverallt jemn, men dock på åtskilliga ställen stenbunden. Bådande jordmånen är lera. Någon bok- och ekskog finnes. Hufvudnäringen är åkerbruk. Socknen består at 16 5/16 mantal, hvaraf 11 krono och 1 1/8 utsockne-frälse, jemte mindre lägenheter och 6 gatuhus; likväl anmärkes, att uppgifterna äro mycket olika. Innevånarnes antal var 1810 616, 1840 740 och 1856 934 personer. Socknen har fast folkskola, med 1 examinerad lärare. Ar 1856 besöktes den af 29 gossar och 18 flickor; dessutom undervisades 5 gossar och 1 flicka i enskilda läroanstalter samt 29 gossar och 46 flickor i hemmet; tillsammans 63 gossar och 65 flickor. 5 gossar och 8 flickor begagnade söndagsskolan. — Ask är annex till Konga regala pastorat i Onsjö kontrakt af Lunds stift. Kyrkan är belägen 2 3/4 mil från Landskrona. — Inga betydliga egendomar. Adress: Landskrona."
Ask var annexförsamling till Konga till 1961. Vid en brand i Konga prästgård  25 april 1820 förstördes nästan hela kyrkoarkivet. På senare år har en rekonstruktion för Konga och Ask för tiden före 1820, sammanställd av Bengt Nordahl och Stig Pettersson Detta arbete gör det möjligt att studera Asks historia till 1600-talets början vad gäller byar, hemman och delar av befolkningen.
Laga skifte genomfördes i Asks by 1827-1830, i Sonnarp 1829-1834 och Vindfälle 1829-1831

### Kvarnar i lilla Bäljane å
Lilla Bäljane å rinner från Ask, i sitt slingrande lopp, sedan genom Röstånga till att ån rinner ut i Rönne å. Fågelvägen är det en mil. Ån hade betydelse för människorna i två byar, Ask och Röstånga.  Askamölla och Röstånga mölla var störst men det fanns 6-7 möllor på sträckan. I nutid är det svårt att se ån från vägen men vid de numera anlagda våtmarksdammarna strax norr om Ask, där tidigare Askamöllas dammar fanns går det. Enligt SMHI beräkningar av vattenflödet, baserat på ett avrinningsområde på cirka 50 kvadratkilometer, markanvändning, jordförhållanden, nederbörd och så vidare. Data från 2000-talet visar det största utflödet i februari år 2002 med ca 3,1 kubikmeter i sekunden. Som lägst har avrinningen på sommaren varit 0,1 m³/s. Vårflodsflödet motsvarar över 80 000 kubikmeter per dygn så flödet kunde snabbt ge stora vattenmagasin att sedan använda då kvarnen behövdes. Fallhöjden i ån är från Ask 117 meters höjd, Hjortaröd 102 meter, Röstånga 61 meter och vid utflödet i Rönne å 42 meter. Ån gav goda förutsättningar för kvarnar.
I Onsjö härad fanns år 1712 totalt 12 stycken tullkvarnar, år 1796 fanns 15.1825 hade var det fortsatt 15 men då fanns även 44 stycken husbehovs-kvarnar. 1849 fanns det hela 22 tullkvarnar. 1815 bodde det 692 personer i Ask. I Röstånga bodde 365 i Malmöhus län och 229 i Kristianstad län. Summan blir nästan 1300 personer levde som levde kring Bäljane ås lopp. Statistik från 1825 visar att varje tullkvarn i Onsjö härad levererade till i genomsnitt 840 personer och att det fanns 4,5 kvarnar per kvadratmil. Kapaciteten i kvarnarna vid Lilla Bäljaneå räckte till fler än de boende i området. Efter laga skiftet förändrades landskapet kring ån snabbt och under senare delen av 1800-talet var området runt ån förvandlad till odlad mark. Det var faktiskt på det viset att en större del av området kring Ask och Röstånga var uppodlat och brukat då än vad det är idag. Kartor och flygbilder visar att så var fallet fram till 1950-talet då en del mark börjar återplanteras med skog.
Ask blev en landskommun i Malmöhus län 1862,  i Onsjö härad, tillhörde då Röstånga landsfiskaldistrikt., Eslövs fögderi., Rönneberga, Onsjö och Harjagers domsaga., Onsjö härads väghållningsdistrikt. Befolkningen huvudnäring var jordbruk med binäringar.
Laga skifte genomfördes i Asks by 1827-1830, i Sonnarp 1829-1834 och Vindfälle 1829-1831.

### Byar
Socknen hade 10 byar 1932 och därtill 3 ensamgårdar. Allarp, Ask, Askamölla, Berga, Lilla och Stora Hjortaröd, Orröd, Stora Röke, Sonnarp och Vindfälle. Ensamhemman: Boarp, Lilla Röke och Slättekull. På 1600-talet var Ask största byn med 18 jordeboksnummer. Därnäst kom Sonnarp med 11 nummer, Vindfälle 4 nummer, Allarp hade 2 nummer. De mindre byarna var på 1600-talet fortsatt ensamgårdar.
Allarp bestod av 2 nummer på 1600-talet, Allarp 1 var 7/8 mantal kronohemman, som delades på två gårdar under 1700-talet och Allarp 2 var 3/4 mantal kronohemman. Dessutom fanns ett ryttarhus i Allarp. Byn bestod 1932 av 11 jordbruksfastigheter 3 andra fastigheter Taxeringsvärde på jordbruksfastigheter 142 800 kr., därav 135 900 jordbruksvärde och 6 900 skogsvärde, andra fastigheter 3 200 kr.
Ask by hade på 1600-talet hela 18 nummer varav 5 nummer 3,4,12,13 och 18 var gatuhus. Byn var splittrad på skatte- och kronohemman. Nr 2 var prästannexhemman, nr 10 ägdes av Ask kyrka. Nr 14 heter redan Backagården. 
1932 var Ask kyrkby i Ask församling. Byn hade telefon- och telegrafstation; 45 jordbruksfastigheter och 45 andra fastigheter. Taxeringsvärde å jordbruksfastigheter 817 500 kr., därav 764 600 jordbruksvärde och 52 900 skogsvärde, andra fastigheter 153 400. 
Större gårdar 1932: 
- Ask nr 7, 1/2 mantal Sofielund, är döpt efter Sofia Olsson maka till Sven Olsson som byggde gården, äges 1932 av Per Svensson; areal 80 hektar, därav 65 åker, 8 skog.
- Ask nr 11, 1/3 mantal, tillhör Olov J. Persson; areal 48 hektar, därav 43 åker, 3 skog.
- Ask nr 14, 3/4 mantal kallas Backagården, ägare Olov Nilsson; areal 84 hektar, därav 42 åker, 33 skog.
- Ask nr 15, 1/4 samt nr 10 1/3 mantal som kallas Östergården, äges av Emelia Olsson; areal 73,5 hektar, därav 49,5 åker, 23 skog.
- Ask nr 16 sambrukat med nr 6, 13/16 mantal.
- Ask nr 5, 2907/32768 mantal, kallas Danneborg, (tidigare namn Grågård) döpt efter dansk arrendator  Gruntworm på 1800-talets slut, tillhörde1932 Ludvig Larsson; areal 100,5 hektar, därav 59,5 åker, 40,5 skog.
- Nummer 1 Ask och nr 2 Ask, 5/8 mantal, 2 annexhemman.
- Dessutom finnes i Ask ett mejeri taxerat som annan fastighet till 20 000 kr.

Askamölla
Gården var på 1600-talet 1/4 mantal utsockne frälsehemman. Den beboddes 1660 av gårdsmannen Rasmus Olsson vars hustru enligt Herrevadsklosters tingsbok hette Johanna Nielsdotter. I 1742 års mantalslängd hette möllaren i Askamölla Jöns Persson , men i 1744 års mantalslängd står ”Enka Ållna”. I 1744 års ketekesimilängd står Sven Persson med hustru Elna som hade gift sig 25 mars 1744. Askamölla by beskrivs 1932 som gårdar liggande 1,3  km nordost om kyrkan och bestående av 2 jordbruksfastigheter med taxeringsvärde för jordbruksfastigheter 40 300 kr., därav 39 500 jordbruksvärde och 800 skogsvärde. Kvarnen taxerad till 12 000 kr.
Berga by 1932: Berga, by 2 km nordväst om kyrkan lite norr om Vindfälle. Byn har 3 jordbruksfastigheter taxerade till 61700 kr. Byn fanns inte på 1600-talet.
Boarp gård:  Gården var på 1600-talet 1/2 mantal kronohemman och dess förste kända åbo är Rasmus Andersson. Han son Anders Rasmusson blev åbo 1684. Gården ligger 2,3 km norr om kyrkan. 1932 var den taxerad till 30 900 kr, därav 30100 jordbruksvärde och 800 skogsvärde.
Hjortaröds byar
På 1600-talet fanns bara Stora Hjortaröd som var 7/8 mantal utsockne frälse under Eriksholm. Stora Hjortaröd hade 1932 12 jordbruksfastigheter taxerade till 128 000 kr. Lilla Hjortaröd hade 1932  7 jordbruksfastigheter och 1 annan fastighet som taxerades till 63 800 kr., därav 63 000 jordbruksvärde och 800 skogsvärde, och för annan fastighet 600 kr. 
Orröds by
Byn var på 1600-talet 1/2 mantal kronohemman vars första kända åbo nämns som Per (Peder) Olsson i Ohred  enligt jordebok 1651 och 1671. Byn hade på 1600-talet bara en gård. 1932 låg byn 3 km nordnordväst om kyrkan och hade 4 jordbruksfastigheter taxeringsvärde 54 800 kr., därav 53 700 jordbruksvärde och 1100 skogsvärde
Lilla Röke
Byn var utsockne frälse, från 1726 under Eriksholm (nuvarande Trolleholm). Thue Jonsson var åbo 1661 till 1681, och hans hustru står som änka 1684. Sven Persson son till Per Svensson blev åbo och troligen även möllare 1742 . Han bor på Askemölla från 1742. 1932 står att Lilla Röke (Mölleröka), ligger 3,5 km sydost om kyrkan, och tillhör Trolleholms fideikommiss. Byn omfattarde Lilla Röke. nr 1, 7/16 mantal areal 60 har åker, taxerat jordbruksvärde 66 000 kr. Dessutom fanns 3 torp, areal 22,8 har, därav 22 åker, taxerade till 19 800 kr i jordbruksvärde. Ingenting år antecknat om en kvarn. 
Stora Röke
Stora Röke var 1 mantal utsockne frälse vars första kända åbo Torsten (Tåste) Bondesson  med hustrun Bente (Bengta) Tåstesdotter  på 1670-talet. Hemmanet kallas 1932 Rökaholm och ligger 3,5 km sydsydost om kyrkan, tillhör Trolleholms fideikommiss. Omfattar Stora Röke. nr 1 och 2, 5/8 mantal 1 torp, 1 gatuhus areal 128,2 har, därav 118,7 åker, taxering för 118 700 kr. jordbruksvärde; 3 torp. areal 13,6 har, därav 8.9 åker, taxerade till 11000 kr. Utägor till ovanstående samt till Lilla R. nr 1, 7/16 mantal, areal 134 hektar, därav 130 skog, taxerade till 48 000 kr, därav 13 300 jordbruksvärde och 34 700 skogsvärde.
Slättekull  är 1/2 mantal utsockne frälse vars första kända åbo är Rasmus Michelssón   1602-1616.1932 var Slättekull fortsatt ensamgård 1,5 km nordost om kyrkan. Omfattar Slättekull. nr 1, 1/2 mantal, samt Ask nr 8, 49/16384 mantal tillhör Ola Persson; areal 70,5 har, därav 45,5 åker, 15 skog, taxeringsvärde å jordbruksfastigheten 65 100 kr., därav 59 600 för jordbruket och 5 500 skogsvärde. Lägenhet taxerad som annan fastighet 700 kr.
Sonnarps by hade redan på 1600-talet 11 jordeboksnummer, varav 2 nr 5 och nr 9 var gatehus, resten kronohemman.
1932 hade Sonnarp, poststation och 31 jordbruksfastigheter och 6 andra fastigheter. Taxeringsvärde för jordbruksfastigheter 373 600 kr, därav 365 700 jordbruksvärde och 7 900 skogsvärde, andra fastighet taxerades till 13 100. Gårdar: Sonnarp: nr 1, 1/8 mantal, nr 7,1/3 mantal areal 70 hektar, därav 66 åker, skog, taxeringsvärde för jordbruksfastigheten 79 800 kr, därav 79 600 jordbruksvärde och 200 skogsvärde.
Vindfälle by hade på 1600-talet 4 jordeboksnummer. Alla var kronohemman, nr 1 1/4 mantal, nr 2 1/2 mantal, nr 3 ett halvt mantal och nr 4 1/8 mantal. På två av hemmanen fanns ryttarhus. 1932 fanns 9 jordbruksfastigheter och 1 annan fastighet. Taxering på jordbruksfastigheter 140 000 kr., därav 134 300 jordbruksvärde och 5 700 skogsvärde, annan fastighet 2 000.  Fastigheter Vindfälle nr 1, 103/480 mantal, nr 2, 2646/7680 mantal areal 53,5 har, därav 50 åker, och nummer 1 skog, taxerat till 68 500 kr, därav 67 600 jordbruksvärde och 900 skogsvärde.

## Geografi
Asks socken ligger norr om Eslöv söder om Söderåsen i norr. Socknen är en odlad slättbygd med inslag av skog. Ask är rätt högt beläget på Söderåsens sluttning mot SO. Marken är starkt kuperad och jordmånen av växlande beskaffenhet. Talrika lövskogsbestånd finnas. 

## Fornlämningar och fynd
Bland fynden från socknen i SHM finns två spetsnackiga yxor i flinta funna vid Fredriksdal, båda oslipade med inv nr SHM 28101 och 28102. Dessutom finns en skafthålsyxa med grå färg i sten och med längden 94 mm och eggbredd 39 mm utan annan fyndort än Ask, Inventarie nr 7893. Under nr 25321:B förvaras en fragmentarisk tunnackig yxa i flinta 116 mm lång med fyndort Ask. Vidare i samma nummer en tjocknackig håleggad yxa med skadad egg och en dolk av flintas med avbruten spets båda funna i Ask socken.
Ett 20-tal boplatser från stenåldern är funna samt några förhistoriska gravar.

## Namnet
Namnet skrevs 1285 Ask och kommer från kyrkbyn. Namnet innehåller trädbeteckningen ask..